# Network Computing Devices

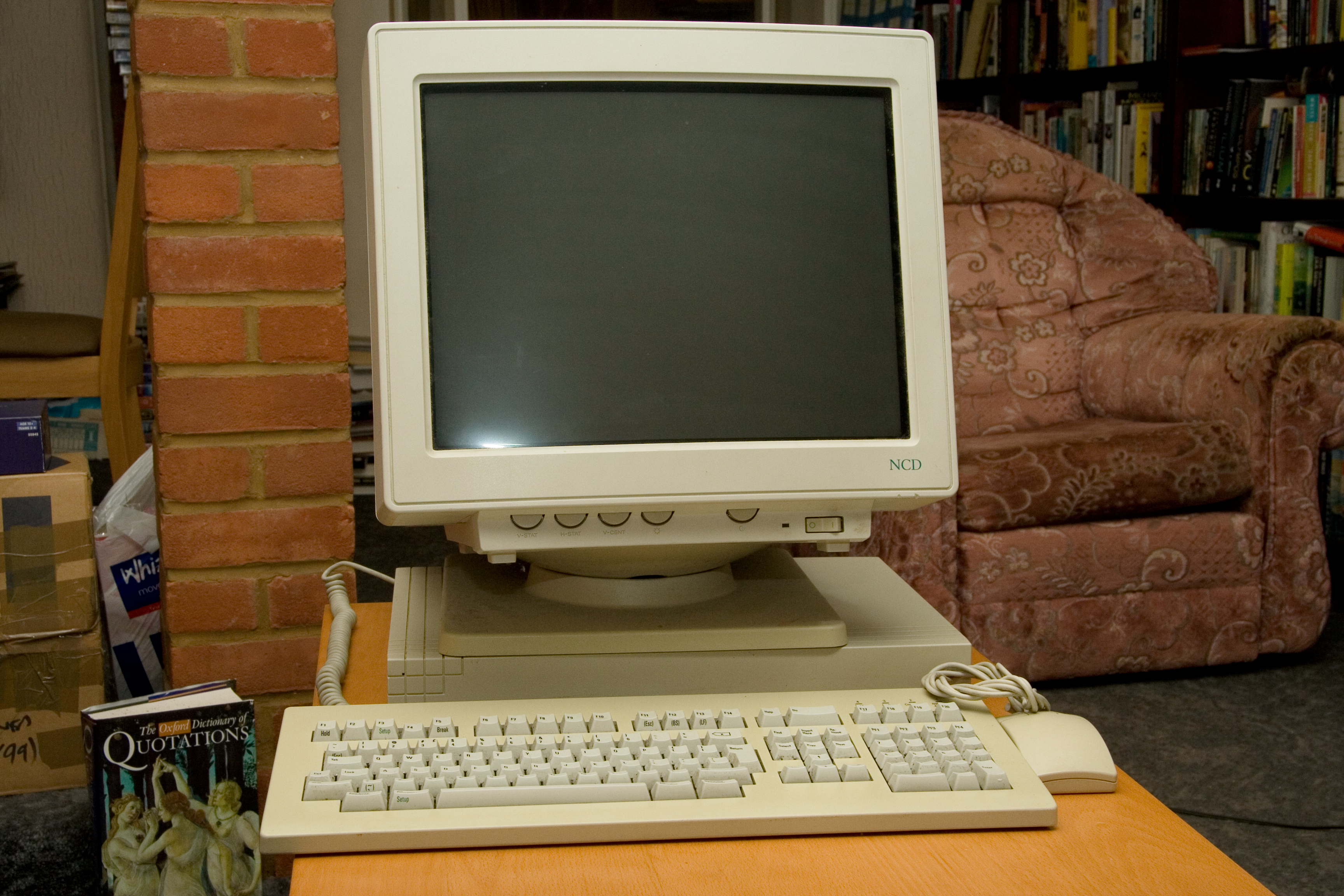
Network Computing Devices NCD-88k X terminal, вид спереди.

Network Computing Devices (сокр. NCD) — американская компания по производству тонких клиентов. В то время понятие «тонкий клиент» ещё не было общепринято, а устройства подобного класса называли сетевыми терминалами, X-терминалами или сетевыми вычислительными устройствами; последнее обозначение в дословном переводе на английский как раз и образует название компании.
Основана в 1987 году в Маунтин-Вью (Калифорния), но к моменту закрытия штаб-квартира компании находилась в Портленде (Орегон). Среди основателей были Майк Харригэн, Дуг Клейн, Дейв Корнелиус, Эд Бесерт, Мартин Эберхард и Кевин Мартин.
Под руководством Джудит Истрин и Уильяма Каррико, пришедших в компанию через 6 месяцев с момента её основания на должности исполнительного директора и исполнительного вице-президента, в 1992 году было проведено первичное публичное предложение акций компании.
Продукция компании являлась одними из первых примеров тонких клиентов и предоставляла удалённый доступ к данным в виде отличном от общепринятого в то время на традиционных ASCII-терминалах.
Основной протокол X Window System обеспечивал отображение изображений высокого разрешения и графики через сетевое подключение. Среди поддерживаемых клиентами NCD протоколов были TCP/IP, Token ring, DECnet и другие.
NCD прекратила деятельность в 2004 году. Несмотря на это несколько бывших работников основали компанию ThinPATH Systems, которая предоставляет бывшим клиентам NCD обслуживание, техническую поддержку и продукцию компании.

## Приобретения
- PCXware, которая реализовала X Window System для Microsoft Windows.
- В 1994 году куплена Z-Code Software, разработавшую кроссплатформенный почтовый клиент Z-Mail на основе открытых стандартов. Z-Mail позднее был продан компании Netmanage.
- Выкупила у Tektronix линию Х-терминалов TekXPress.